# Daktchosu
Daktchosu (v korejském originále 닥터스, anglickým přepisem Dakteoseu) je jihokorejský televizní seriál z roku 2016, v němž hrají Kim Rä-won a Pak Sin-hje. Vysílán byl na SBS TV od 20. června do 23. srpna 2016 každé pondělí a úterý ve 22.00. Skládá se z 20 epizod.

## Obsazení
| Kim Rä-won  | Hong Či-hong |
| Pak Sin-hje | Ju Hje-čung  |